# Alpensia Biathlon Centre
Koordinaten: 37° 39′ 47,2″ N, 128° 41′ 15,4″ O
Das Alpensia Biathlon Centre ist eine Biathlonanlage in Pyeongchang (Südkorea).

## Geschichte
Von Juli 2006 bis Januar 2008 wurde in Pyeongchang ein neues Biathlonstadion gebaut. Das Biathlonzentrum liegt im Erholungs- und Wintersportzentrum Alpensia. Geplant waren das Stadion und andere Anlagen für die Olympischen Spiele 2014, doch diese wurden im Juli 2007 an Sotschi vergeben. Die Olympischen Winterspiele 2018 wurden in Pyeongchang ausgetragen.
Direkt neben dem Alpensia Biathlon Centre befindet sich das Alpensia Cross-Country Skiing Centre, wo die Wettkämpfe im Langlauf und – mit den Anlagen des Alpensia Jumping Park – für die Nordische Kombination genutzt werden. Jede Anlage verfügt über eigene Funktionsgebäude und eigene Strecken, so dass die Wettkämpfe während der Winterspiele unabhängig voneinander und auch zur gleichen Zeit ausgetragen werden konnten.

## Internationale Wettbewerbe
Die ersten internationalen Wettkämpfe fanden 2008 im Rahmen des Biathlon-Weltcups 2007/08 statt, das erste Rennen war der Sprint der Herren am 27. Februar 2008. Da die Biathlon-Weltmeisterschaften 2009 in Pyeongchang stattfanden, wurden ein Jahr vorher – wie im Biathlon-Weltcup üblich – auf den Strecken der Weltmeisterschaften ein Weltcup veranstaltet. Die Weltmeisterschaften fanden zwischen dem 13. Februar und dem 22. Februar 2009 statt.
Die Biathlonwettkämpfe der Special Olympics 2013 wurden ebenfalls im Alpensia Biathlon Centre veranstaltet.
Wie bereits zur Vorbereitung der Weltmeisterschaften 2009 fand in der Saison 2016/17 ebenfalls ein Weltcup in Pyeongchang statt. Ein Jahr vor den Olympischen Winterspielen 2018 konnten Athleten, Trainer und Betreuer die Strecken und die Infrastruktur unter Wettkampfbedingungen testen.